# Хентаменти
Хентаменти – „Владетел на Запада“ е бог-вълк, който владее западните части на Делтата и става господар на Абидос, преди да бъде асимилиран от Озирис в епохата на Средното царство (XII династия), когато божеството е в апогея на своята известност.